# János pécsi püspök
János (12. század) magyar katolikus főpap.

## Élete
Pécsi megyés püspök, Pius Bonifac Gams Series episcoporum Ecclesiae Catholicae quotquot innotuerunt a Beato Petro apostolo című munkájában és Zsoldos Attila Magyarország világi archontológiájában 1142 és 1146 között, míg a semat-ban 1140 és 1147 között, a Magyar Archontológiában 1140 és 1148 között állt az egyházmegye élén. Lehetséges, hogy 1139-ben királyi kápolnaispán (comes capelle).
Első ízben II. Géza király oklevelében szerepel a neve 1142-ben. 1146-ban tanú volt Pannonhalmán, amikor a király megerősített egy monostornak szánt adományt.